# Baldomero Perlaza
Baldomero Perlaza Perlaza (Tuluá, 2 de junio de 1992) es un futbolista colombiano. Juega de centrocampista y su equipo actual es el Independiente Medellín de la Categoría Primera A de Colombia.[cita requerida]

## Selección nacional

### Participaciones enCopas América
| Torneo            | Sede   | Resultado    | PJ                           | GA | Asis |
| ----------------- | ------ | ------------ | ---------------------------- | -- | ---- |
| Copa América 2021 | Brasil | Tercer lugar | 0 (7 partidos como suplente) | 0  | 0    |

### Participaciones enEliminatorias al Mundial
| Eliminatoria                        | Sede del Mundial | Posición      | Resultado | PJ                                | GA | Asis |
| ----------------------------------- | ---------------- | ------------- | --------- | --------------------------------- | -- | ---- |
| Eliminatorias Mundial de Catar 2022 | Catar            | 6°lugar 23pts | Eliminado | 0 (4 convocatorias como suplente) | 0  | 0    |

## Clubes y estadísticas
Actualizado 25 de junio de 2023.
| Cortuluá · Colombia | 1.a           | 2010          | 1   | 0  | -  | - | -  | - | 1   | 0  |
| Cortuluá · Colombia | 2.a           | 2011          | 23  | 2  | 5  | 0 | -  | - | 28  | 2  |
| Cortuluá · Colombia | Total club    | Total club    | 24  | 2  | 5  | 0 | 0  | 0 | 29  | 2  |
| Atlético Huila · Colombia | 1.a           | 2011          | 10  | 0  | -  | - | -  | - | 10  | 0  |
| Atlético Huila · Colombia | 1.a           | 2012          | 8   | 0  | 7  | 0 | -  | - | 15  | 0  |
| Atlético Huila · Colombia | Total club    | Total club    | 18  | 0  | 7  | 0 | 0  | 0 | 25  | 0  |
| Cortuluá · Colombia | 2.a           | 2013          | 32  | 2  | -  | - | -  | - | 32  | 2  |
| Cortuluá · Colombia | Total club    | Total club    | 32  | 2  | 0  | 0 | 0  | 0 | 32  | 2  |
| Cúcuta Deportivo · Colombia | 2.a           | 2014          | 40  | 4  | 8  | 0 | -  | - | 48  | 4  |
| Cúcuta Deportivo · Colombia | Total club    | Total club    | 40  | 4  | 8  | 0 | 0  | 0 | 48  | 4  |
| Santa Fe · Colombia | 1.a           | 2015          | 26  | 1  | 1  | 0 | 10 | 1 | 37  | 2  |
| Santa Fe · Colombia | 1.a           | 2016          | 35  | 2  | 4  | 0 | 10 | 0 | 49  | 2  |
| Santa Fe · Colombia | 1.a           | 2017          | 41  | 3  | 5  | 0 | 8  | 1 | 54  | 4  |
| Santa Fe · Colombia | 1.a           | 2018          | 32  | 1  | 4  | 0 | 18 | 0 | 54  | 1  |
| Santa Fe · Colombia | 1.a           | 2019          | 18  | 3  | 5  | 0 | -  | - | 23  | 3  |
| Santa Fe · Colombia | Total club    | Total club    | 152 | 10 | 19 | 0 | 46 | 2 | 217 | 12 |
| Atlético Nacional · Colombia | 1.a           | 2019          | 21  | 3  | 2  | 0 | -  | - | 23  | 3  |
| Atlético Nacional · Colombia | 1.a           | 2020          | 19  | 2  | 2  | 0 | 4  | 0 | 25  | 2  |
| Atlético Nacional · Colombia | 1.a           | 2021          | 27  | 7  | 5  | 0 | 10 | 1 | 42  | 8  |
| Atlético Nacional · Colombia | 1.a           | 2022          | 7   | 0  | 1  | 0 | 0  | 0 | 8   | 0  |
| Atlético Nacional · Colombia | Total club    | Total club    | 74  | 12 | 10 | 0 | 14 | 1 | 98  | 13 |
| Colón Argentina | 1.a           | 2022          | 15  | 0  | -  | - | -  | - | 15  | 0  |
| Colón Argentina | 1.a           | 2023          | 20  | 1  | -  | - | -  | - | 20  | 2  |
| Colón Argentina | Total club    | Total club    | 35  | 1  | 0  | 0 | -  | - | 35  | 2  |
| Total carrera | Total carrera | Total carrera | 375 | 31 | 49 | 0 | 60 | 3 | 484 | 34 |
| (1) Incluye datos de la Copa Colombia ;Superliga de Colombia . (2) Incluye datos de Copa Sudamericana / Copa Libertadores / Copa Suruga Bank. (3) No incluye goles en partidos amistosos. |               |               |     |    |    |   |    |   |     |    |

## Palmarés

### Campeonatos nacionales
| Título                | Club              | País     | Año  |
| --------------------- | ----------------- | -------- | ---- |
| Torneo Finalización   | Santa Fe          | Colombia | 2016 |
| Superliga de Colombia | Santa Fe          | Colombia | 2015 |
| Superliga de Colombia | Santa Fe          | Colombia | 2017 |
| Copa Colombia         | Atlético Nacional | Colombia | 2021 |

### Campeonatos internacionales
| Título            | Club     | País     | Año  |
| ----------------- | -------- | -------- | ---- |
| Copa Sudamericana | Santa Fe | Colombia | 2015 |
| Copa Suruga Bank  | Santa Fe | Japón    | 2016 |